# 동명중학교 (경남)
동명중학교(東明中學校)는 대한민국 경상남도 밀양시 하남읍 수산리에 있는 사립 중학교이다.

## 학교 연혁
- 1945년 9월 5일 : 동명학원 창립
- 1951년 12월 31일 : 재단법인 민립학회 설립, 초대 원당 김형덕 이사장 취임
- 1952년 3월 31일 : 동명중학교 설립인가
- 1980년 10월 16일 : 김상원 이사장 취임
- 2022년 3월 1일 : 최진관 교장 취임
- 2023년 2월 2일 : 제76회 졸업식 거행 34명 (총 졸업생 13,490명)
- 2023년 3월 3일 : 2023학년도 신입생 입학식 (2학급 32명)
- 2024년 1월5일:제77회 졸업식 거행 34명(총 졸업생13,524명)
- 2024년 3월 5일: 2024학년도 신입생 입학식(2학급36명)

## 참고 자료
- 동명중학교 - 한국교육학술정보원 학교알리미